# Gemla Möbler AB
Gemla Möbler AB var ett svenskt företag, grundat 1861. 
Fabriken grundades av Alexis Westerdahl  i Stockholm under namnet Svenska Leksaksmagasinet, men bytte namn till Gemla Leksaksfabrik då man 1866 flyttade sin verksamhet till Gemla i Småland. Sedan fabriken brunnit 1884 överflyttade man verksamheten till Diö, och bolaget omvandlades samtidigt till aktiebolag.
Redan 1892 hade dock ett antal anställda återvänt till Gemla och där startat Nya leksaksfabriken Gemla, och övertog senare när Gemla helt upphört med sin leksaksproduktion det gamla namnet. Fler leksaksfabriker tillkom senare i Gemla, och på 1950-talet fanns här omkring tio, de flesta dock senare nedlagda.
Vid sekelskiftet började man att tillverka böjträmöbler efter österrikiska förebilder, delvis direkta kopior av Michael Thonet.  Kort därefter kom med österrikiska arbetare. Efter en brand i fabriken, och sedan möbeltillverkningen börjat ta överhanden bytte man namn till Gemla AB. 1927 upphörde leksakstillverkningen helt. Under en period tillverkades även tennisracketar, bandy- och ishockeyklubbor och sparkstöttningar. Därefter tillverkades det endast möbler. Bland den tidens formgivare vid företaget märktes Gunnar Asplund, Carl Malmsten, Uno Åhrén, Åke Axelsson, Sonna Rosén, Jack Ränge, Peter Celsing och Nils Strinning.
Gemla AB upptog senare namnet Gemla Möbler AB. Sedan början av 2000-talet har man återtagit Gemla Fabrikers AB.
2011 gjorde de nya ägarna en nysatsning med flera av samtidens kunnigaste formgivare såsom Jonas Bohlin, Front, Lisa Hilland och Mats Theselius. Stolen Vilda av Jonas Bohlin lanserades 2012 med stor uppmärksamhet. Vilda finns nu på en lång rad restauranger både i Sverige och utomlands.
Idag är Gemla Fabrikers AB det enda Svenska möbelföretaget som behärskar ångböjning av massivt trä. Produktionen Sedan 2016 har företaget ställt om till en mer miljövänlig produktion. Gemla Fabrikers AB använder enbart virke från certifierade skogar. Tapetsering görs med hairlok (tagel och latexblandning) i kombination med ullfilt. Största andelen klädsel görs med naturgarvat Svenskt läder.